# Manso Amenfi

Manso Amenfi är en ort i sydvästra Ghana. Den är huvudort för distriktet Wassa Amenfi Central, och folkmängden uppgick till 6 090 invånare vid folkräkningen 2010.